# إبراهيم الطيار الجعفري
إبراهيم بن عبد الله بن إبراهيم الطيار الجعفري (1925 - 1957) شاعر سعودي. ولد في الهفوف بالأحساء ونشأ بها في أسرة هاشمية. تعلم على علمائها ثم واصل تعليمه عصاميًا بقراءة الأدبية. نظم الشعر بالفصحى والعامية البدوية، النبطية. توفي في مسقط رأسه عن عمر ناهز 30 عامًا. له قصائد متفرقة مخطوطة. 

## سيرته
هو إبراهيم بن عبد الله بن إبراهيم بن محمد آل إسماعيل الطيار الجعفري. ولد في مدينة الهفوف في الأحساء سنة 1344 هـ/ 1925 م ونشأ بها في أسرة هاشمية عريقة. تلقى علومه الأولى عن بعض علماء الكوت بها، ثم قرأ المزيد من كتب الأدب القديم والحديث، ونال من المعرفة ما ساعد موهبته على نظم الشعر بالفصحى والعامية البدوية، النبطية. 

كان عضوًا في المجلس البلدي بمدينة الأحساء.

توفي في مسقط رأسه في سنة 1374 هـ/ 1957 م عن عمر ناهز ثلاثين عامًا. 

## شعره
ذكرت في معجم البابطين عن شعره وشاعريته:
ومن شعره بعنوان يا شبيهَ البدرِ:
ومن شعره أيضًا ويل الحواسِدِ:
و رفقًا بالفؤاد: